# Annulocystis auxis
Annulocystis auxis är en plattmaskart. Annulocystis auxis ingår i släktet Annulocystis och familjen Didymozoidae. Inga underarter finns listade i Catalogue of Life.